# Élections législatives de 1968 dans les Basses-Pyrénées
Les élections législatives françaises de 1968 se déroulent les 23 et 30 juin 1968. Dans le département des Basses-Pyrénées, quatre députés sont à élire dans le cadre de quatre circonscriptions.

## Élus
| Circonscription | Député sortant   | Parti | Parti          | Député élu ou réélu | Parti | Parti |
| --------------- | ---------------- | ----- | -------------- | ------------------- | ----- | ----- |
| 1re             | André Labarrère  |       | FGDS (CIR)     | Pierre Sallenave    |       | CNIP  |
| 2e              | Guy Ébrard       |       | FGDS (Radical) | Maurice Plantier    |       | UDR   |
| 3e              | Michel Inchauspé |       | UDR            | Michel Inchauspé    |       | UDR   |
| 4e              | Bernard Marie    |       | UDR            | Bernard Marie       |       | UDR   |

## Résultats

### Résultats à l'échelle du département
| Parti          | Parti                                           | Premier tour | Premier tour | Second tour | Second tour | Sièges |
| Parti          | Parti                                           | Voix         | %            | Voix        | %           | Sièges |
| -------------- | ----------------------------------------------- | ------------ | ------------ | ----------- | ----------- | ------ |
|                | Union pour la défense de la République          | 104 262      | 42,72        | 69 913      | 34,63       | 3      |
|                | Union des républicains de progrès               | 104 262      | 42,72        | 69 913      | 34,63       | 3      |
|                |                                                 |              |              |             |             |        |
|                | Convention des institutions républicaines       | 24 014       | 9,84         | 29 846      | 14,78       | 0      |
|                | Parti radical                                   | 20 856       | 8,54         | 28 095      | 13,92       | 0      |
|                | Section française de l'Internationale ouvrière  | 9 857        | 4,04         | 17 197      | 8,52        | 0      |
|                | Fédération de la gauche démocrate et socialiste | 54 727       | 22,42        | 75 138      | 37,22       | 0      |
|                |                                                 |              |              |             |             |        |
|                | Progrès et démocratie moderne                   | 53 661       | 21,98        | 56 840      | 28,15       | 1      |
|                | Parti communiste français                       | 21 809       | 8,93         |             |             | 0      |
|                | Parti socialiste unifié                         | 7 917        | 3,24         | 0           |             |        |
|                | Régionaliste                                    | 1 711        | 0,70         | 0           |             |        |
|                |                                                 |              |              |             |             |        |
| Inscrits       | Inscrits                                        | 308 452      | 100,00       | 260 354     | 100,00      | 4      |
| Abstentions    | Abstentions                                     | 61 353       | 19,89        | 55 638      | 21,37       |        |
| Votants        | Votants                                         | 247 099      | 80,11        | 204 716     | 78,63       |        |
| Blancs et nuls | Blancs et nuls                                  | 3 012        | 1,22         | 2 825       | 1,38        |        |
| Exprimés       | Exprimés                                        | 244 087      | 98,78        | 201 891     | 98,62       |        |

### Résultats par circonscription

#### Première circonscription (Pau)
| Candidat       | Candidat                | Parti          | Premier tour | Premier tour | Second tour | Second tour |  |
| Candidat       | Candidat                | Parti          | Voix         | %            | Voix        | %           |  |
| -------------- | ----------------------- | -------------- | ------------ | ------------ | ----------- | ----------- |  |
|                | Pierre Sallenave élu    | CNIP (PDM)     | 27 079       | 35,19        | 45 872      | 60,58       |  |
|                | André Labarrère sortant | FGDS (CIR)     | 24 014       | 31,21        | 29 846      | 39,42       |  |
|                | Nicolas Inchauspé       | UDR (URP)      | 21 086       | 27,4         | Retrait     | Retrait     |  |
|                | Claude Jousselin        | PCF            | 4 773        | 6,2          |             |             |  |
|                |                         |                |              |              |             |             |  |
| Inscrits       | Inscrits                | Inscrits       | 98 384       | 100,00       | 98 389      | 100,00      |  |
| Abstentions    | Abstentions             | Abstentions    | 20 698       | 21,04        | 21 646      | 22          |  |
| Votants        | Votants                 | Votants        | 77 686       | 78,96        | 76 743      | 78          |  |
| Blancs et nuls | Blancs et nuls          | Blancs et nuls | 734          | 0,94         | 1 025       | 1,34        |  |
| Exprimés       | Exprimés                | Exprimés       | 76 952       | 99,06        | 75 718      | 98,66       |  |

#### Deuxième circonscription (Oloron-Sainte-Marie)
| Candidat       | Candidat             | Parti          | Premier tour | Premier tour | Second tour | Second tour |  |
| Candidat       | Candidat             | Parti          | Voix         | %            | Voix        | %           |  |
| -------------- | -------------------- | -------------- | ------------ | ------------ | ----------- | ----------- |  |
|                | Maurice Plantier élu | UDR (URP)      | 27 515       | 46,8         | 31 842      | 53,13       |  |
|                | Guy Ébrard sortant   | FGDS (Radical) | 20 856       | 35,48        | 28 095      | 46,87       |  |
|                | Étienne Martin       | PCF            | 7 242        | 12,32        |             |             |  |
|                | Pierre Boisson       | PSU            | 3 175        | 5,4          |             |             |  |
|                |                      |                |              |              |             |             |  |
| Inscrits       | Inscrits             | Inscrits       | 74 954       | 100,00       | 74 971      | 100,00      |  |
| Abstentions    | Abstentions          | Abstentions    | 15 018       | 20,04        | 13 994      | 18,67       |  |
| Votants        | Votants              | Votants        | 59 936       | 79,96        | 60 977      | 81,33       |  |
| Blancs et nuls | Blancs et nuls       | Blancs et nuls | 1 148        | 1,92         | 1 040       | 1,71        |  |
| Exprimés       | Exprimés             | Exprimés       | 58 788       | 98,08        | 59 937      | 98,29       |  |

#### Troisième circonscription (Mauléon-Licharre)
|                | Michel Inchauspé sortant réélu | UDR (URP)      | 20 789 | 54,1   |  |  |  |
|                | Michel Labéguerie              | CD (PDM)       | 13 365 | 34,78  |  |  |  |
|                | Pierre Chatard                 | PSU            | 2 013  | 5,24   |  |  |  |
|                | Antoine Blasquiz               | PCF            | 1 539  | 4,01   |  |  |  |
|                | Michel Burucoa                 | Régionaliste   | 719    | 1,87   |  |  |  |
|                |                                |                |        |        |  |  |  |
| Inscrits       | Inscrits                       | Inscrits       | 48 097 | 100,00 |  |  |  |
| Abstentions    | Abstentions                    | Abstentions    | 9 297  | 19,33  |  |  |  |
| Votants        | Votants                        | Votants        | 38 800 | 80,67  |  |  |  |
| Blancs et nuls | Blancs et nuls                 | Blancs et nuls | 375    | 0,97   |  |  |  |
| Exprimés       | Exprimés                       | Exprimés       | 38 425 | 99,03  |  |  |  |

#### Quatrième circonscription (Bayonne)
| Candidat       | Candidat                    | Parti          | Premier tour | Premier tour | Second tour | Second tour |  |
| Candidat       | Candidat                    | Parti          | Voix         | %            | Voix        | %           |  |
| -------------- | --------------------------- | -------------- | ------------ | ------------ | ----------- | ----------- |  |
|                | Bernard Marie sortant réélu | UDR (URP)      | 34 872       | 49,87        | 38 071      | 57,48       |  |
|                | Didier Borotra              | CD (PDM)       | 13 217       | 18,9         | 10 968      | 16,56       |  |
|                | André Graciannette          | FGDS (SFIO)    | 9 857        | 14,1         | 17 197      | 25,96       |  |
|                | René Labrousse              | PCF            | 8 255        | 11,81        |             |             |  |
|                | Pierre Pradier              | PSU            | 2 729        | 3,9          |             |             |  |
|                | Jacques Abeberry            | Régionaliste   | 992          | 1,42         |             |             |  |
|                |                             |                |              |              |             |             |  |
| Inscrits       | Inscrits                    | Inscrits       | 87 017       | 100,00       | 86 994      | 100,00      |  |
| Abstentions    | Abstentions                 | Abstentions    | 16 340       | 18,78        | 19 998      | 22,99       |  |
| Votants        | Votants                     | Votants        | 70 677       | 81,22        | 66 996      | 77,01       |  |
| Blancs et nuls | Blancs et nuls              | Blancs et nuls | 755          | 1,07         | 760         | 1,13        |  |
| Exprimés       | Exprimés                    | Exprimés       | 69 922       | 98,93        | 66 236      | 98,87       |  |